# Piotr Kiriejewski
Piotr Wasiljewicz Kiriejewski (ros. Пётр Васильевич Киреевский; ur. 12 lutego?/24 lutego 1808 w Dołbinie (gubernia kałuska), zm. 25 października?/6 listopada 1856 w Kiriejewskiej Słobodce (gubernia orłowska)) – rosyjski publicysta i folklorysta, słowianofil. Związał się z grupą poetycką tzw. lubomudrów. Był zbieraczem pieśni historycznych, obrzędowych, lirycznych; Piesni (cz. 1–3 1860–74, nowe serie 1911, 1918–29). Był znawcą folkloru zachodnioeuropejskiego. Brat Iwana Kiriejewskiego.